# Шенгер, Юрий Евгеньевич
Юрий Евгеньевич (Евгенович) Шенгер (1904—1974) — советский учёный-экономист, доктор экономических наук (1961), профессор (1961).

## Биография
Родился 24 мая 1904 года.
В 1924 году окончил экономический факультет Ленинградского государственного университета.
В 1924—1936 годах работал в Ленинградской конторе Госбанка СССР; одновременно преподавал банковское дело, теорию денег и кредита в Ленинградском институте народного хозяйства им. Ф.Энгельса (с 1926 года), затем — в Ленинградском финансово-экономическом институте (с 1930 года).
В 1936—1940 годах был старшим консультантом при секретариате правления Госбанка СССР, экспертом планово-экономического управления Госбанка СССР. Одновременно в 1938—1939 годах — заведующий кафедрой «Денежное обращение и кредит» Московского кредитно-экономического института.
Во время Великой Отечественной войны находился в эвакуации. В 1941—1945 годах — начальник сектора кредитования сельского хозяйства Башкирской конторы Госбанка СССР и преподаватель Алма-Атинского кредитно-экономического института. С 1946 года работал заведующим кафедрой Ташкентского института народного хозяйства (ныне Ташкентский государственный экономический университет). В 1955—1974 годах был проректором по научной работе Ташкентского института народного хозяйства.
Заслуженный деятель науки Узбекской ССР. Награждён орденом «Знак Почета» и медалями.
Умер 19 декабря 1974 года в Ташкенте, похоронен на Боткинском кладбище города.

## Память
- В музее истории Национального банка Республики Башкортостан имеется специальная экспозиция, посвящённая Юрию Евгеньевичу Шенгеру и Наталье Николаевнею Шабановой — учёным, работавшим во время Великой Отечественной войны в Уфе[3].

## Научные работы
- Планирование финансов. М.: Госфиниздат, 1940;
- Планирование кредита. М.; Л.: Госпланиздат, 1940;
- Очерки советского кредита, М.: Госфиниздат, 1961;
- Кредит и предприятие, М.: Финансы, 1973;
- Проблемы денежного обращения и кредита в социалистическом обществе / Ташкентский институт народного хозяйства. Ташкент: ФАН, 1983.